# Aimar Olaizola
Aimar Olaizola, född 13 november 1979 i Goizueta, Navarra, Spanien, är en baskisk pelota-spelare, mästerskapsvinnare 2005, 2007, 2012 och 2013, tillika silvermedaljör 2003, 2006, 2009 och 2015.